# 財務省 (ポルトガル)
財務省（ざいむしょう）は、ポルトガルの行政機関のひとつ。財政政策を所管している。

## 来歴
財務省は14世紀にあった土地検査官制度が起源とされている。1761年に王立財務省が創設。1788年に現在の財務省となる。2002年に省名が財務行政省となるが、2011年に再び財務省に改名された。

## 組織
- 財務大臣が所管する機関
  - 財務省事務局
  - 計画・戦略・評価・国際関係局
  - 財務総監察官
  - Parpública
国営持株会社。
  - 国立造幣局
1972年に国立印刷局と造幣局が合併した公開有限会社。

- 予算担当国務長官が所管する機関
  - 予算総局
総局長、4人の副総局長、9つの執行部、6人の代表団から構成されている[1]。
    - 企画分析局
予算の枠組みを作成し、公共事業、医療費、年金など、関連する総計における収入と支出の分析及び枠組みの作成に関すること。予算の作成に関連する業務の企画・調整に関すること。
    - 標準化・管理・公会計局
予算プロセスの様々な段階における一元的な予算規則と指示の遵守の確保に関すること。
    - 財政分析局
    - 財政運営局
予算モデルとプロセスをレビュー（検証）するための戦略的ラインの定義をサポートすること。予算プロセスを簡素化するための措置を提案すること。
    - 会計標準化管理局
    - 欧州問題局
    - 法務・予算諮問局
年次国家予算法提案、予算執行令草案及びそれぞれの指示の作成への参加すること。
    - サポート及び通信技術局
    - 財政及び財産管理局

  - 行政職員及び外交官の社会保護総局
  - 行政共有サービス事業体、I.P.
  - 一般退職基金
  - 国家財務局の内部統制システム調整評議会
  - 農業漁業資金調達研究所、I.P.

- 財務担当国務副長官が所管する機関
  - 財務総局
  - 証券市場取引委員会
  - 国家証券市場評議会
  - ポルトガル保険協会
  - 中小企業支援研究所
  - クレジットメディエーター
  - プロジェクト監視技術ユニット
  - 預金保証基金
  - 相互農業信用保証基金
  - 相互カウンター保証基金
  - 解決基金
  - 投資家報酬システム

- 国庫担当国務長官が所管する機関
  - 財務・国庫総局
  - 公共債務正常化基金
  - 国庫及び公的債務管理庁 - IGCP, E.P.E
  - 行政共有サービス事業体
  - 住宅都市リハビリテーション研究所、I.P.

- 税務担当国務長官が所管する機関
  - 税務・税関当局
  - 会計標準化委員会
  - 税金安定化基金
  - 税関安定化基金
  - 投資のための税制上の優遇措置の調整のための省庁間評議会

- 行政担当国務長官が所管する機関
  - 行政・公共雇用総局
  - 公共機能における労働者の資格総局
  - 行政社会サービス
  - 行政共有サービス事業体、I.P.
  - 人間の潜在的な運用プログラム
  - 行政の採用・選考委員会